# میلیوی براچون
میلیوی براچون (انگلیسی: Milivoj Bračun؛ زادهٔ ۲۲ آوریل ۱۹۵۸) بازیکن سابق فوتبال و مربی فوتبال اهل کرواسی است که اخیراً سرمربی باشگاه فوتبال کوپر در لیگ دسته اول فوتبال اسلوونی شده‌است.